# Sinfonía n.º 2 (Vaughan Williams)

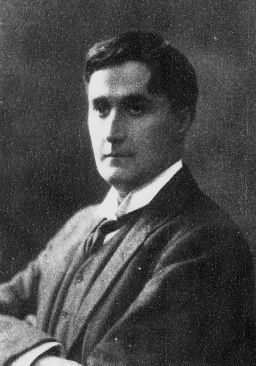
Vaughan Williams en 1913.

A London Symphony (Sinfonía de Londres), también conocida como Sinfonía n.° 2 en sol mayor, fue compuesta por Ralph Vaughan Williams entre 1912 y 1913. Fue sometida a un extenso proceso de revisión que terminó en 1936. La obra está dedicada a George Butterworth.

## Historia

### Composición

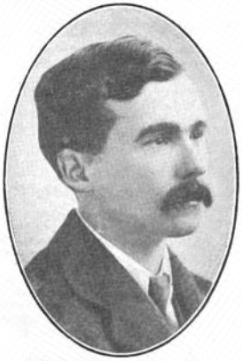
George Butterworth, dedicatario de la pieza.

La composición de esta pieza se desarrolló entre 1912 y 1936, periodo en el cual la obra experimentó un largo proceso de revisión. La denominación Sinfonía n.º 2 no fue asignada por el compositor para esta obra. La partitura fue dedicada a su amigo, el compositor George Butterworth, que fue quien animó al maestro británico a escribir una sinfonía sin partes vocales. Vaughan Williams lo explicó así (el texto citado es un híbrido de dos originales, la mayor parte de una carta a Sir Alexander Butterworth, padre de su amigo):

«We were talking together one day when he said in his gruff, abrupt manner: "You know, you ought to write a symphony." I answered... that I'd never written a symphony and never intended to... I suppose Butterworth's words stung me and, anyhow, I looked out some sketches I had made for... a symphonic poem about London and decided to throw it into symphonic form... From that moment, the idea of a symphony dominated my mind. I showed the sketches to George bit by bit as they were finished, and it was then that I realised that he possessed in common with very few composers a wonderful power of criticism of other men's work and insight into their ideas and motives. I can never feel too grateful to him for all he did for me over this work and his help did not stop short at criticism.»
«Estábamos hablando juntos un día cuando dijo en su tono áspero y brusco: "Sabes, deberías escribir una sinfonía". Respondí... que nunca había escrito una sinfonía y nunca había tenido intención de hacerlo... Supongo que las palabras de Butterworth me picaron y, de todos modos, revisé algunos bocetos que había hecho para... un poema sinfónico sobre Londres y decidí darle forma sinfónica... Desde ese momento, la idea de una sinfonía dominó mi mente. Le fui enseñando los borradores a George a medida que los iba terminando, y fue entonces cuando me di cuenta de que poseía, en común con muy pocos compositores, un maravilloso poder de crítica de las obras de otros y una gran comprensión de sus ideas y motivos. Nunca le estaré demasiado agradecido por todo lo que hizo por mí en esta obra y su ayuda no se limitó a la crítica.»

#### Versión original de 1914
La composición de esta pieza se desarrolló entre 1912 y 1913. El resultado de la insistencia de Butterworth fue la primera sinfonía puramente instrumental de Vaughan Williams y la segunda de sus nueve sinfonías, ya que con anterioridad había compuesto A Sea Symphony con partes vocales.
La sinfonía se estrenó en esta versión en 1914. Tras el estreno el compositor envió la partitura a Alemania, tanto a los editores Breitkopf & Härtel de Leipzig como al director de orquesta Fritz Busch en Berlín. Kennedy cita una carta del compositor: "Creo que fue [Donald] Tovey quien me sugirió que se lo enviara a Busch". Pero la partitura manuscrita original se perdió con la confusión provocada por el estallido de la Primera Guerra Mundial. Una segunda interpretación tuvo lugar el 12 de agosto de 1914 en Harrogate por parte de la Orquesta Municipal de Harrogate bajo la dirección de Julian Clifford. El compositor, con la ayuda de Geoffrey Toye, George Butterworth y el crítico Edward Joseph Dent, reconstruyó la partitura completa a partir de las diversas partes orquestales. Esta reconstrucción fue estrenada el 11 de febrero de 1915 por la Orquesta Municipal de Bournemouth bajo la dirección de Dan Godfrey. Dado que Butterworth murió poco después en la guerra asesinado por un francotirador durante la batalla del Somme, lo más apropiado era que se convirtiera en el dedicatario de la pieza que había incitado a crear y ayudado a reconstruir.
En 2001 se publicó una nueva grabación de la versión de 1914 en la discográfica Chandos. La viuda del compositor, Ursula Vaughan Williams, había otorgado su consentimiento únicamente para la realización de una grabación, sin interpretaciones en vivo. Pero la cálida acogida de esta grabación la convenció para permitir una interpretación en vivo. La primera interpretación en vivo de esta versión desde 1918 tuvo lugar en noviembre de 2003 en el Barbican Centre con Richard Hickox dirigiendo a la Orquesta Sinfónica de Londres. El 19 de julio de 2005 The Proms presentó otra interpretación en vivo de esta versión con Hickox dirigiendo la Orquesta Nacional de Gales de la BBC.

#### Versión de 1920
Vaughan Williams llevó a cabo una revisión para una interpretación el 18 de marzo de 1918 llevada a cabo por la New Queen's Hall Orchestra dirigida por Adrian Boult y de nuevo el 4 de mayo de 1920 por la Sinfónica de Londres dirigida por Albert Coates. La revisión consistió en su mayor parte en recortes draconianos que redujeron la pieza en un 25 o 30% de tiempo de interpretación. La pieza resultante de estos ajustes se convirtió en la primera versión publicada con una dedicatoria a la memoria de Butterworth. Fue grabada en 1925 por la Sinfónica de Londres dirigida por Dan Godfrey y en 1941 por la Sinfónica de Cincinnati dirigida por Eugene Goossens. Ya había recibido su estreno americano el 20 de diciembre de 1920 cuando la Sinfónica de Nueva York la tocó bajo la batuta de Albert Coates.

#### Versión de 1936
Entre 1933 y 1936 el compositor emprendió una nueva revisión de esta obra, mientras trabajaba en su Sinfonía n.º 4. Esta versión se publicó en 1936 y fue considerada definitiva, por lo cual es la que ha entrado en el repertorio, siendo interpretada en concierto y grabada por numerosos directores de orquesta. La versión definitiva es más de veinte minutos más breve que la original. Las principales diferencias entre la primera y última versión son las siguientes:
- Movimiento I: se eliminó un compás. Este el movimiento que permaneció más intacto con respecto a la versión original.
- Movimiento II: se recortaron 52 compases, principalmente de la coda tranquila.
- Movimiento III: desapareció un oscuro pasaje en Andantino que estaba al final del original.
- Movimiento IV: la sección central en mi menor de la versión original era interrumpida por un "grito de angustia" orquestal basado en el tema de apertura, tras el cual se reanuda el Allegro. El compositor también descartó una larga sección Andantino para cuerdas y maderas tras la conclusión del Allegro como "una mala melodía de himno". El Epílogo original se extendía a 109 compases que quedaron reducidos a 60.

A continuación se muestra un resumen de los cambios existentes entre la versión original y las dos versiones publicadas. Muestra el número de compases en cada movimiento y el total de toda la sinfonía:
| Movimientos     | I   | II  | III | IV  | Epílogo | Total |
| --------------- | --- | --- | --- | --- | ------- | ----- |
| Versión de 1914 | 408 | 202 | 386 | 227 | 109     | 1322  |
| Versión de 1920 | 407 | 162 | 398 | 173 | 85      | 1225  |
| Versión de 1936 | 407 | 150 | 398 | 162 | 60      | 1177  |

Las súplicas para restaurar ciertos pasajes cayeron en saco roto: «Es demasiado largo, demasiado largo, y había una horrible música moderna en el medio, algo horrible. No podía soportarlo», le dijo a Bernard Herrmann, que había interpretado la versión de 1920 en Nueva York.

### Estreno y publicación

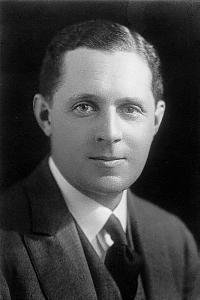
Geoffrey Toye, director del estreno.

El estreno se celebró el 27 de marzo de 1914 en el Queen's Hall de Londres en una interpretación de la orquesta del Queen's Hall bajo la dirección de Geoffrey Toye.
La primera edición de la versión original fue llevada a cabo en 1920 y la versión definitiva se publicó en 1936. Algunas sinfonías de Vaughan Williams fueron publicadas con títulos descriptivos (A Sea Symphony, A Pastoral Symphony, Sinfonía antártica); otras se publicaron como Sinfonía en fa menor, en re mayor y en mi menor. A las del último grupo se las denominaba Sinfonías n.º 4, 5 y 6, pero Vaughan Williams lo desaprobaba: "Nunca he puesto números a mis sinfonías y no quiero empezar ahora". Finalmente la nueva obra fue publicada bajo el título descriptivo "A London Symphony".

## Instrumentación
La partitura está escrita para una orquesta formada por:
- Viento madera: 3 flautas (la tercera doblando al flautín), 2 oboes, 1 corno inglés, 2 clarinetes, 1 clarinete bajo, 2 fagotes, 1 contrafagot.
- Viento metal: 4 trompas, 2 trompetas, 2 cornetas, 3 trombones, 1 tuba.
- Percusión: timbales, bombo, caja, platillos, triángulo, tam-tam, cascabeles, glockenspiel.
- Cuerda: 1 arpa y una sección de cuerdas con violines I y II, violas, violonchelos y contrabajos.

## Estructura y análisis
La sinfonía consta de cuatro movimientos:
- I. Lento, en sol mayor 3
2 – Allegro risoluto 2
2
- II. Lento, 4
4
- III. Scherzo (Nocturne). Allegro vivace 6
8
- IV. Finale. Andante con moto – Maestoso alla marcia – Allegro – Lento – Epilogue. Andante sostenuto 4
4

La interpretación de esta obra dura aproximadamente 45 minutos, mientras que en su versión original duraba unos 60 minutos. La pieza se originó a partir de unos bocetos para un poema sinfónico sobre Londres y los cuatro movimientos se podrían entender como cuatro poemas sinfónicos relacionados entre sí, al estilo de las leyendas de Lemminkäinen de Jean Sibelius. No obstante, conforme a unas notas al programa para la interpretación dirigida por Albert Coates en mayor de 1920, sabemos que Vaughan Williams consideraba que esta sinfonía estaba destinada a ser escuchada como música absoluta y no como música programática. En dichas notas apareció la siguiente explicación:

«The title 'A London Symphony' may suggest to some hearers a descriptive piece, but this is not the intention of the composer. A better title would perhaps be 'Symphony by a Londoner', that is to say, the life of London (including, possibly, its various sights and sounds) has suggested to the composer an attempt at musical expression; but it would be no help to the hearer to describe these in words. The music is intended to be self-expresive, and must stand or fall as 'absolute' music. Therefore, if listeners recognize suggestions of such things as the 'Westminster Chimes' or the 'Lavender Cry', they are asked to consider these as accidents, not essentials of the music.»
«El título "A London Symphony" puede sugerir a algunos oyentes una pieza descriptiva, pero no es ésa la intención del compositor. Un título mejor sería quizás "Sinfonía de un londinense", es decir, la vida de Londres (incluyendo, posiblemente, sus diversas vistas y sonidos) ha sugerido al compositor un intento de expresión musical; pero no sería de ayuda para el oyente describirlo con palabras. La música está pensada para ser autoexpresiva, y debe sostenerse por sí misma o no como música "absoluta". Por lo tanto, si los oyentes reconocen sugerencias de cosas como las "campanas de Westminster" o el "Lavender Cry", se les invita a considerarlos accidentes, no elementos esenciales de la música.»

En unas notas al programa para otra interpretación que tuvo lugar en diciembre de 1925 figuraban una serie de descripciones, que se pueden ver más abajo en su movimiento correspondiente.

### I.Lento – Allegro risoluto
El primer movimiento, Lento – Allegro risoluto, está escrito en la tonalidad de sol mayor y en compás de 3/2. Descripción del compositor, intercalada con observaciones de Butterworth y Michael Kennedy entre corchetes:

«El primero comienza con un preludio lento [justo antes del amanecer, como lo describió Wordsworth: 'todo ese poderoso corazón yace quieto', el arpa y el clarinete entonan las campanadas de Westminster]. Esto conduce a un vigoroso Allegro -que quizás pueda sugerir el bullicio y la prisa de Londres, con su siempre subyacente calma [dos violonchelos solistas, dos violines solistas y arpa comienzan una ensoñación en uno de los espacios verdes de Londres, o iglesias, que se funde en la recapitulación de los temas principales...].»

Se abre con una introducción, marcada Lento, de carácter tranquilo y nocturno. Aproximadamente a unos tres minutos del inicio, se escucha una de las melodías de los cuartos de Westminster interpretada por los clarinetes y el arpa.
Le sigue una vigorosa sección, marcada Allegro risoluto, que está en compás alla breve y en gran parte en fortississimo. Le sigue el segundo tema, también enérgico, que está dominado por las maderas y los metales. Evoca el parque Hampstead Heath durante la festividad de Bank holiday en agosto. Además hace alusión a "tener una banana" de la popular canción "Let's All Go Down the Strand", escrita unos años antes. Después de un interludio suave contrastante compuesto para sexteto de cuerdas y arpa, los temas vigorosos regresan y llevan el movimiento a un cierre alegre, con la orquesta completa tocando en fortissimo.

### II.Lento
El segundo movimiento, Lento, está en compás de 4/4. Descripción del compositor, intercalada con observaciones de Butterworth y Michael Kennedy entre corchetes:

«El segundo movimiento (lento) se ha llamado "Bloomsbury Square en una tarde de noviembre". Esto puede servir como pista para la música, pero no es una "explicación" necesaria de la misma.» [Para Butterworth es "un idilio de cielos grises y solitarias callejuelas". Kennedy escuchó "el Lavender Cry, que Vaughan Williams anotó en Chelsea... el tintineo de un taxi."]

Se abre con las cuerdas tocando con sordina en pianissimo. Se escuchan diversos temas tranquilos interpretados de manera sucesiva por el corno inglés, la flauta, la trompeta y la viola. En ellos se puede percibir desde una reminiscencia de blues en un instrumento solista, hasta una melancólica banda del ejército de salvación tocando en la calle. Desde mitad del siglo XIX con los Tableaux Parisiens incluidos en Las flores del mal de Baudelaire, artistas de todos los campos contemplaron muchas veces de manera ambivalente la metrópolis en erupción como la "immonde cite" o ciudad inmunda. A London Symphony pertenece a esta tradición. Las mutaciones y transitoriedad de la ciudad sirven como metáforas de la propia condición humana. Hacia la conclusión todas las alusiones descriptivas desaparecen en una grandiosa e imponente marcha fúnebre en forte, tras la que poco a poco vuelve la calmada dinámica original. Todo el movimiento está impregnado de una enorme ternura y compasión por Londres y sus ruidosos habitantes por estar inmersos en un proceso más amplio de transitoriedad.

### III.Scherzo (Nocturne). Allegro vivace
El tercer movimiento, Scherzo (Nocturne). Allegro vivace, está en compás de 6/8. Descripción del compositor, intercalada con observaciones de Butterworth y Michael Kennedy entre corchetes:

«El tercer movimiento es un nocturno en forma de Scherzo. Si el oyente se imagina a sí mismo de pie en Westminster Embankment por la noche, rodeado por los sonidos distantes del Strand, con sus grandes hoteles a un lado y el New Cut al otro, con sus calles abarrotadas de gente y sus luces centelleantes [convivencia Cockney, a los sonidos simulados de un órgano de boca], puede servir como estado de ánimo en el que escuchar este movimiento.»

En la versión definitiva el Scherzo gira en torno a dos temas: el primero marcado fugato y el segundo de carácter directo y animado. El Scherzo aporta algo de diversión desde la ternura. Se recupera por un breve periodo el clamor de las trompas para reflejar el ajetreo y bullicio de las calles londinenses. Para este paseo nocturno por el centro de Londres, el compositor recomienda al oyente imaginar el Westminster Embankment por la noche. Las glamurosas emociones de la noche londinense se desvanecen sin remedio y se perciben los últimos y lentos destellos de la actividad nocturna. Concluye en reposo con las cuerdas con sordina tocando en pianississimo (pppp). En la versión original los dos últimos movimientos aportan un peso mucho mayor de melancolía eduardiana a la obra. Arnold Bax lamentó en particular "la pérdida de un misterioso pasaje de extraña y fascinante cacofonía con el que se cerraba la primera versión del scherzo".

### IV.Finale. Andante con moto – Maestoso alla marcia – Allegro – Lento – Epilogue. Andante sostenuto
El cuarto y último movimiento, Finale. Andante con moto – Maestoso alla marcia – Allegro – Lento – Epilogue. Andante sostenuto, está en compás de 4/4. Descripción del compositor, intercalada con observaciones de Butterworth y Michael Kennedy entre corchetes:

«El último movimiento consiste en un tema agitado en tres tiempos, alternado con un movimiento de marcha, al principio solemne [no todo en Londres son ocasiones de pompa] y más tarde enérgico. Al cierre del Finale llega una sugerencia del ruido y la fiebre del primer movimiento, esta vez muy atenuada, y luego las "Campanas de Westminster" una vez más. Le sigue un "Epílogo" en el que el preludio lento se desarrolla en un movimiento de cierta longitud. [Claramente las figuras ondulantes de flautas, violines y violas representan el Támesis... La coda fue sugerida por un pasaje de la novela Tono Bungay de H. G. Wells: «Correr por el Támesis es como pasar la mano por las páginas del libro de Inglaterra de punta a punta... El río pasa - Londres pasa, Inglaterra pasa...»

El Finale se abre con un tema de marcha grave, puntuado con una sección Allegro más ligera, con toda la orquesta tocando inicialmente forte y appassionato. Tras la reaparición de la marcha, vuelve el tema principal del Allegro del primer movimiento. Rememora de pasada la actividad trepidante y tamborileante del movimiento inicial. También evoca, y hace resonar, la música de la pompa y ceremonia londinenses. Entonces suena el segundo tempus fugit de los cuartos de Westminster y esta vez el arpa toca las primeras campanadas de los cuartos de hora. Le sigue una meditación inquietante y sombría y, para terminar, un último barrido de melancólica resignación con el acorde final que confirma el desvanecimiento en la nada. Se trata de un tranquilo epílogo, inspirado en el último capítulo (cap. 14 II) de la novela Tono-Bungay de H. G. Wells. Desde la presentación de A Sea Symphony, apenas tres años antes, se había producido un cambio radical en la perspectiva y los sentimientos.

## Recepción de la obra

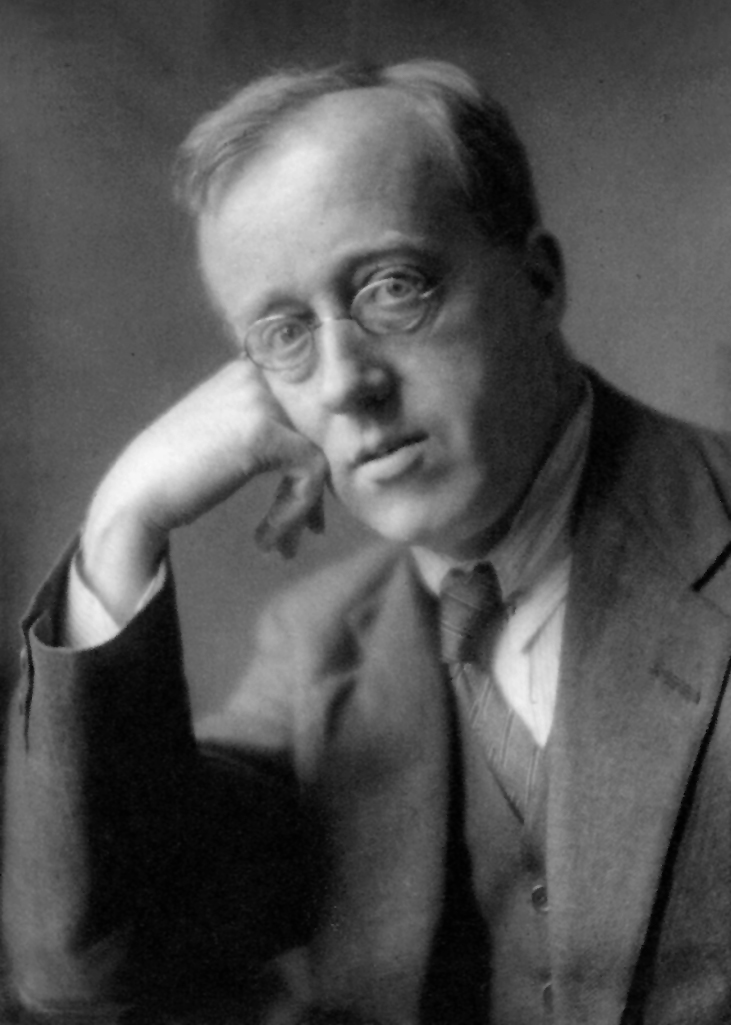
Gustav Holst.

El estreno de la versión original el 27 de marzo de 1914 tuvo una acogida calurosa y entusiasta. Gustav Holst lo expresó con estas palabras:

«Realmente lo has logrado esta vez. No sólo has llegado a lo más alto, sino que te has llevado a tu público contigo. Me gustaría poder contarte cómo tanto yo como todo el mundo nos dejamos llevar el viernes.»

Un día después del estreno, Butterworth escribió en un tono más sobrio para expresarle su admiración:

«Entre todo el alboroto de las felicitaciones de anoche y las mutuas palmaditas en la espalda realmente no tenía mucho más que añadir, pero ahora me gustaría expresarte lo terriblemente contento que estoy de que por fin hayas conseguido algo digno de tus dones.»

Sin embargo, el pleno impacto de la obra se vio acallado inicialmente por el estallido de la guerra y no volvería a escucharse en Londres hasta 1918. A pesar de las reacciones generales positivas, algunos críticos consideraron la pieza demasiado extensa y prolija. El compositor coincidió con estos críticos y sometió la sinfonía a diversas revisiones.
La grabación de la versión original llevada a cabo en 2001 atrajo nueva atención por parte de varios críticos musicales y surgieron algunos comentarios sobre la supresión de muchos compases de música interesante por parte del compositor. Michael Kennedy, en su comentario para las notas a la grabación de Chandos, colocó la partitura original como subordinada a la versión publicada en 1936:

«No se puede decir que la versión original suplante a la revisión. La partitura de 1936 representa la sinfonía tal y como Vaughan Williams quería que existiera para la posteridad. Los cortes y reescrituras fueron decisiones suyas, no forzadas, como las de Bruckner, por amigos bienintencionados. Vaughan Williams pedía consejo, pero nunca lo hacía en contra de sus propias inclinaciones.»

Richard Tiedman en una reseña de la mencionada grabación para la revista Tempo apuntó:

«La partitura de 1913 es más meditativa, oscura y de tono trágico, casi mahleriana en su inclusividad. En 1933 el concepto de arquitectura sinfónica de Vaughan Williams se alineaba más con la lógica y la severidad sibeliana.»

Andrew Clements, por su parte, también comentó al respecto en una reseña de la misma grabación para The Guardian:

«Algunos de los recortes parecen sensatos: el Finale es peligrosamente episódico en la primera versión... Gran parte de lo que se eliminó es música de vívida descripción poética. Los admiradores de Vaughan Williams sin duda querrán escuchar toda esta música restaurada, parte de ella de muy alta calidad, y aunque no sustituye la versión de la obra que conocemos, constituye una valiosa adición al catálogo.»

## Discografía selecta
- 1925 – Dan Godfrey, Orquesta Sinfónica de Londres (Columbia 78s L 1717-22; 24 de abril y 1 de mayo de 1925).
- 1936 – Henry Wood, Orquesta de Queen's Hall (Decca 78s X 114-8; 21-22 de abril de 1936).
- 1941 – Eugene Goossens, Orquesta Sinfónica de Cincinnati (RCA Victor 78s 11 8375–8379 en el set M 916; 19-20 de febrero de 1941).
- 1945 – Dimitri Mitrópoulos, Orquesta Sinfónica de la NBC (Pristine Audio XR PASC 234; Studio 8H Nueva York, 9 de diciembre de 1945).
- 1952 – Adrian Boult, Orquesta Filarmónica de Londres (Decca LXT 2693; Kingsway Hall, 8-11 de enero de 1952).
- 1957 – John Barbirolli, Orquesta Hallé de Mánchester (Pye Red Label CCL 30134; Free Trade Hall, 28-29 de diciembre de 1957).
- 1967 – Malcolm Sargent, Orquesta Sinfónica de Chicago (CSO CD 4677 00-07; Ravinia, 6 de julio de 1967).
- 1967 – John Barbirolli, Orquesta Hallé de Mánchester, (HMV ASD 2360; Abbey Road, 11-14 de julio de 1967).
- 1971 – Adrian Boult, Orquesta Filarmónica de Londres (HMV ASD 2740; Kingsway Hall, 1-2 de marzo de 1971).
- 1972 – André Previn, Orquesta Sinfónica de Londres (RCA Red Seal SB 6860; Kingsway Hall, 6-7 de enero de 1972).
- 1977 – Vernon Handley, Orquesta Filarmónica de Londres (Classics for Pleasure CFP 40286; Kingsway Hall, 5-6 de enero de 1977).
- 1986 – André Previn, Royal Philharmonic Orchestra (Telarc CD 80138; Fairfield Halls de Croydon, 15-16 de septiembre de 1986).
- 1986 – Bernard Haitink, Orquesta Filarmónica de Londres (EMI Classics CDM 7 49394 2; Abbey Road, 9 de octubre de 1986).
- 1988 – Bryden Thomson, Orquesta Sinfónica de Londres (Chandos CHAN 8629; St Jude-on-the-Hill de Hampstead, 14-15 de marzo de 1988).
- 1988 – Guennadi Rozhdéstvenski, Orquesta Sinfónica Estatal de la URSS (Melodiya CD 10-02170-2; Edif. Philharmonia Leningrado, 2 de mayo de 1988).
- 1988 – Owain Arwel Hughes, Orquesta Philharmonia (ASV CD DCA 634 (Iglesia de San Pedro de Morden, 1-2 de diciembre de 1988).
- 1991 – Leonard Slatkin, Orquesta Philharmonia (RCA Victor Red Seal 09026-61193-2; Abbey Road, 1 de junio al 29 de noviembre de 1991).
- 1992 – Vernon Handley, Real Orquesta Filarmónica de Liverpool (EMI Eminence CD EMX 2209; Philharmonic Hall de Liverpool, 3-4 de marzo de 1992).
- 1993 – Andrew Davis, Orquesta Sinfónica de la BBC (Teldec 4509-90858-2; Iglesia de San Agustín de Londres, marzo de 1993).
- 1993 – Kees Bakels, Orquesta Sinfónica de Bournemouth (Naxos 8.550734; Poole Arts Centre, 5-6 de abril de 1993).
- 1996 – Roger Norrington, Orquesta Filarmónica de Londres (Decca 467 047-2; 25-27 de noviembre de 1996).
- 2000 – Richard Hickox, Orquesta Sinfónica de Londres (Chandos CHAN 9902; 19 de diciembre de 2000) versión original de 1914.
- 2005 – Christopher Seaman, Orquesta Sinfónica de Melbourne (ABC Classics 476 8363; Hamer Hall, 6-7 de mayo de 2005).
- 2010 – Mark Elder, Orquesta Hallé (Hallé CD HLL 7529; Bridgewater Hall, 14 de octubre de 2010).
- 2011 – Christopher Seaman, Orquesta Filarmónica de Rochester (Harmonia Mundi HMU 807567; marzo de 2011).
- 2015 – Martin Yates, Royal Scottish National Orchestra (Dutton Epoch CDLX 7322; 13 de enero de 2015) versión de 1920.
- 2015 – Andrew Manze, Real Orquesta Filarmónica de Liverpool (Onyx 4155; Philharmonic Hall de Liverpool, 29 y 30 de marzo de 2015).
- 2016 – Martyn Brabbins, Orquesta Sinfónica de la BBC (Hyperion CDA 68190; Henry Wood Hall, noviembre de 2016) versión de 1920.
- 2021 – Lynn Arnold y Charles Matthews (pianos). Arreglo de la versión de 1920 para dúo de piano de Archibald Jacob (Albión ALBCD046).